# Эмблема хакеров
Эмблема хакеров предложена в октябре 2003 года Эриком Рэймондом как символ отношения к хакерской культуре. На эмблеме изображён «планёр» (англ. glider) — одна из фигур игры «Жизнь».
Эрик Рэймонд подчёркивает, что демонстрация данной эмблемы не означает, что носитель объявляет себя хакером, поскольку хакером нельзя объявить самого себя: это титул, который присваивается сообществом. Использование эмблемы, однако, означает, что носитель разделяет цели и ценности хакерского сообщества.
Данная эмблема не является изображением, защищённым авторским правом, или товарным знаком, и её использование в коммерческих целях хоть и не поощряется, но и не запрещается.
Идея использования моделей из «Жизни» в качестве символов высказывалась до предложения Эрика аргентинским хакером Себастьяном Вэйном в марте 2003.

## Почему глайдер?
Глайдер — подходящая эмблема во всех отношениях. Начать с истории: игра «Жизнь» была впервые описана публично в Scientific American в 1970 году. Она родилась почти в то же время, что и Интернет, и Unix. С тех пор она очаровала хакеров.
В «Жизни» существуют простые правила взаимодействия с соседями, ведущие к неожиданной, поразительной сложности, которую невозможно было бы предсказать, опираясь лишь на правила — феномен эмерджентности. Это — чистая параллель с возникновением в сообществе хакеров таких неожиданных явлений, как разработка открытого программного обеспечения.
Глайдер удовлетворяет критериям хорошего логотипа. Он прост, смел, его трудно перепутать с чем бы то ни было и легко нанести на кружку или футболку. Его можно варьировать, комбинировать с другими эмблемами, его можно превратить в повторяющийся фоновый рисунок.
Оригинальный текст (англ.)Why this emblem?

The glider is an appropriate emblem on many levels. Start with history: the Game of Life was first publicly described in Scientific American in 1970. It was born at almost the same time as the Internet and Unix. It has fascinated hackers ever since.

In the Game of Life, simple rules of cooperation with what's nearby lead to unexpected, even startling complexities that you could not have predicted from the rules (emergent phenomena). This is a neat parallel to the way that startling and unexpected phenomena like open-source development emerge in the hacker community.

The glider fulfils the criteria for a good logo. It's simple, bold, hard to mistake for anything else, and easy to print on a mug or T-shirt. It could be varied, combined with other emblems, or modified and infinitely repeated for use as a background.
— Frequently Asked Questions about the Glider Emblem, Eric S. Raymond

## Варианты эмблемы
Существует несколько вариантов представления эмблемы в текстовом (ASCII) виде, например:
```
|_|0|_|    [ ][*][ ]    [ ][0][ ]
|_|_|0|    [ ][ ][*]    [ ][ ][0]
|0|0|0|    [*][*][*]    [0][0][0]

0 1 0    .O.    xox    ■□■    □■□
0 0 1    ..O    xxo    ■■□    □□■
1 1 1    OOO    ooo    □□□    ■■■
```

Алгоритм «эмблема хакеров» на кубике Рубика: D2 L2 F2 R2 U2 B2 D2 F2 R2 U2 R2 U2
Эмблема в виде таблички:
|  | ۝ |  |
|  |  | ۝ |
| ۝ | ۝ | ۝ |